# Amphiura triaina
Amphiura triaina is een slangster uit de familie Amphiuridae.
De wetenschappelijke naam van de soort werd in 1954 gepubliceerd door Alexander Michailovitsch Djakonov.